# Hellraiser II
Hellraiser II  (titlu original: Hellbound: Hellraiser II) este un film de groază americano-britanic din 1988 regizat de Tony Randel. Este al doilea film din seria Hellraiser a lui Clive Barker. În rolurile principale joacă actorii Clare Higgins, Ashley Laurence, Kenneth Cranham, Imogen Boorman, Doug Bradley, Nicholas Vince, Simon Bamford,  Barbie Wilde, Sean Chapman, Oliver Smith și William Hope.

## Prezentare
Medicul Channard (Kenneth Cranham) are un nou pacient, o fată care îl avertizează în legătură cu creaturile teribile care i-au distrus familia, Cenobiții care oferă cele mai intense senzații de plăcere dar și de durere. Dar Channard a căutat poarta spre iad de ani de zile, iar Kirsty (Ashley Laurence) trebuie să-l urmeze pentru a-și salva tatăl și pentru a fi martoră la luptele pentru putere dintre noii condamnați.

## Distribuție
- Clare Higgins - Julia Cotton
- Ashley Laurence - Kirsty Cotton
- Kenneth Cranham - Dr. Philip Channard/Channard Cenobite
- Imogen Boorman - Tiffany
- Doug Bradley - Pinhead/Captain Elliot Spencer
- Nicholas Vince - Chatterer/Chatterer II
- Simon Bamford - Butterball
- Barbie Wilde - Female Cenobite
- Sean Chapman - Frank Cotton
- Oliver Smith - Mr. Browning/"Skinless" Frank
- William Hope - Kyle MacRae
- Deborah Joel - "Skinless" Julia/"Skinless" Julia on pillar
- Angus McInnes - Homicide Detective Ronson
- Catherine Chevalier - Tiffany's mother